# Ganiganakoppalu, Tirumakudal Narsipur
Ganiganakoppalu là một làng thuộc tehsil Tirumakudal Narsipur, huyện Mysore, bang Karnataka, Ấn Độ.